# Tiranet orellut de Cabanis
El tiranet orellut de Cabanis (Pogonotriccus orbitalis) és un ocell de la família dels tirànids (Tyrannidae).

## Hàbitat i distribució
Habita els boscos als vessants dels Andes, al sud de Colòmbia, est de l'Equador, est del Perú i centre de Bolívia.